# Cova de Son Verí de Dalt
La cova de Son Verí de Dalt és una cova artificial prehistòrica situada a la possessió de Son Verí de Dalt, al lloc anomenat ses Cabanasses, al municipi de Llucmajor, Mallorca.
És una cova excavada al marès. S'hi accedeix mitjançant una rampa per un corredor descobert d'uns set metres de longitud. L'alçària màxima a l'interior de la cambra és de 2,5 m. Es troba en bon estat de conservació, malgrat que hi ha algunes pedres caigudes.